# Observatório de Bordeaux
O Observatório de Bordeaux é um observatório astronômico afiliado à Universidade de Bordeaux. Construído em Floirac em 1893, suas lentes foram focadas entre +11 e +17 graus de declinação. 